# 篠原烏童
篠原烏童是日本漫畫家，千葉縣出身。

## 作品
- 通靈貓系列
  1. 1/4 X 1/2 靈貓夜話物語、原名《１/４×１/２》
  2. 帥哥與通靈貓、5冊待續、原名《１/４×１/２(Ｒ)》
- 暗夜、全2冊
- 殺手、全1冊
- 傷口、原名
- 不法救世主系列
  1. 不法救世主
  2. 不法救世主（現代篇）
- 純白的血、原名
- 妖獸之門、全1冊、原名
- 週末變身、全5冊、原名
- 沈默的呼喚、全3冊、原名
- 月刃花影、全1冊
- 幻獸聖騎士、原名
- 原名
- 原名
- 願眾生皆相憐、原名
- 明天是死亡的好日子、原名

## 外部連結
- （日語）http://white-wing.sakura.ne.jp/ （页面存档备份，存于）